# Àfrica Austral

Mapa dels estats que integren l'Àfrica Austral

L'Àfrica Austral és la part sud de l'Àfrica. Està constituïda pel conjunt de les terres situades al sud de la selva equatorial africana. Generalment es considera que formen part d'aquesta regió els estats i territoris següents:
- Angola
- Botswana
- Comores
- Lesotho
- Madagascar
- Malawi
- Maurici
- Mayotte (dependència francesa)
- Moçambic
- Namíbia
- Reunió (dependència francesa)
- Santa Helena (dependència britànica)
- Sud-àfrica
- Swazilàndia
- Zàmbia
- Zimbàbue

Primitivament ocupada pels pobles khoisan i després pels bantus, aquesta regió fou l'objecte de les potències colonials europees, que han deixat la seva empremta en el traçat de les fronteres polítiques actuals. La població blanca descendent d'aquells colonitzadors és la més nombrosa del continent.
La regió afronta problemes semblants a la resta del continent: les seqüeles que el colonialisme i el neocolonialisme han deixat, i deixen, en la vida i en l'economia d'aquests estats, juntament amb la corrupció i la prevalença enorme del VIH, són factors que frenen el desenvolupament. L'objectiu comú és la consecució de l'estabilitat econòmica i política; per facilitar la cooperació entre els diversos estats de la regió s'ha creat la Comunitat de Desenvolupament de l'Àfrica Austral.
El clima és favorable a l'agricultura i la indústria sud-africana actua com a motor econòmic de la regió.